# Прапор Млинівського району
Пра́пор колишнього Мли́нівського райо́ну затверджений рішенням Млинівської районної ради.

## Опис прапора
Прапор Млинівського району є синім полотнищем, на якому у центрі розміщується герб району.
Древко прапора має заокруглений наконечник.